# Bourreria cumanensis
Espèce
Bourreria cumanensis est une espèce de plantes de la famille des Boraginaceae, présente en Colombie et au Venezuela.

## Liste des variétés
Selon Tropicos (5 août 2014) (Attention liste brute contenant possiblement des synonymes) :
- variété Bourreria cumanensis var. cumanensis
- variété Bourreria cumanensis var. kunthiana (Miers) O.E. Schulz

## Distribution
L'espèce se rencontre en Colombie et largement au Venezuela, y compris dans les zones insulaires, notamment dans l'État de Nueva Esparta, à l'exception notamble de l'État d'Amazonas.